# テレビの旅
『テレビの旅』（テレビのたび）は、1953年2月11日から1960年7月19日までNHKテレビジョン → NHK総合テレビジョンで、1959年1月20日から1985年3月12日までNHK教育テレビジョンで放送されていた小学校5年生向けの学校放送（教科：社会科）である。

## 概要
ラジオ学校放送の『マイクの旅』のテレビ版。
小学校5年生の社会科授業は、中学年までの地域密着・体験型学習から離れ、全国各地を対象とした資料活用型の学習に切り替わる。この番組は、学習単元に即した地域を取材し、取材先の現状と展望・課題をまとめたドキュメント番組である。高度経済成長とその後の社会の変化と相まって、年度をまたぐ再放送や映像の使い回しは少なく、ほとんどが新規制作したものを放送している。

### 1981年度の放送日程
一例として、昭和55年施行学習指導要領に準拠し、NHK提供「NHKクロニクル」にて放送日程が明示してある昭和56年度（1981年4月-1982年3月）の放送日程を示す。
| タイトル                              | 取材地域（当時）     | テーマ                     | 初回放送日     |
| ------------------------------------- | -------------------- | -------------------------- | -------------- |
| 食料とくらし                          |                      | 農業学習の導入             | 1981年4月7日   |
| パンがテーブルにとどくまで            |                      |                            | 1981年4月21日  |
| 米どころへの道                        | 庄内平野             | 稲作                       | 1981年4月28日  |
| 変わりゆく米づくり                    | 庄内平野             | 稲作の工夫・課題           | 1981年5月12日  |
| 高原キャベツの村                      | 嬬恋村               | 畑作・抑制栽培             | 1981年5月19日  |
| アイデア農業はさかん                  | 八女市・八女郡       | 新しい農業                 | 1981年5月26日  |
| みかん生産地帯                        | 愛媛県               | 果樹栽培                   | 1981年6月2日   |
| あまる牛乳のなやみ                    | 十勝平野             | 畜産・余剰生産対策         | 1981年6月9日   |
| エサとのたたかい                      | 君津市               | 水産業学習の導入           | 1981年6月16日  |
| せまくなる海                          | 気仙沼港             | 遠洋漁業・排他的経済水域   | 1981年6月23日  |
| 日本海の沿岸漁業                      | 岩美町網代漁港       | 沿岸漁業                   | 1981年6月30日  |
| 海をたがやす                          | 鹿児島湾             | 養殖                       | 1981年7月7日   |
| くらしと工業 縄文生活体験キャンプ訪問 | 札幌市               | 工業学習の導入             | 1981年9月1日   |
| 工場が来た町                          | 北茨城市・高萩市     | 工場誘致                   | 1981年9月15日  |
| 内陸工業地帯                          |                      | 工場の立地条件             | 1981年9月29日  |
| 造船の町                              | 佐世保市             | 重化学工業・企業城下町     | 1981年10月6日  |
| 工場を支える人々                      |                      | 下請・関連企業             | 1981年10月13日 |
| 国の経済を支える 鉄鋼産業             |                      | 基幹産業の交代             | 1981年10月20日 |
| 自動車産業と輸出                      | 横浜市               | 自動車製造・貿易摩擦       | 1981年10月27日 |
| 海外にたよる資源                      | 阿賀沖油ガス田       | 石油採掘・輸入・省資源     | 1981年11月10日 |
| みなおされる石炭産業                  | 釧路市               | 石炭採掘・石油危機・省資源 | 1981年11月17日 |
| 青い空をもとめて                      | 四日市市             | 公害対策                   | 1981年11月24日 |
| 紙すきの技術を守る                    | 綾部市・黒谷和紙     | 伝統産業                   | 1981年12月1日  |
| あとつぎを作る                        | 会津・会津漆器       | 伝統産業の後継者問題       | 1981年12月8日  |
| 製品開発にかける                      | 有田町・有田焼       | 伝統産業の新規事業         | 1981年12月15日 |
| 川を下る                              | 信濃川               | 国土学習の導入             | 1982年1月12日  |
| 農地をつくる                          | 大潟村               | 大規模開発の見直し         | 1982年1月19日  |
| 地震に備える                          | 静岡県               | 防災の取り組み             | 1982年1月26日  |
| 村の復活                              | 高知県嶺北地方       | 過疎対策                   | 1982年2月2日   |
| のびる道路                            | 北陸自動車道         | 幹線交通                   | 1982年2月9日   |
| 海にかける橋                          | 本州四国連絡橋       | 幹線交通                   | 1982年2月16日  |
| よみがえる城下町                      | 津和野町             | 町おこし                   | 1982年2月23日  |
| 山をぬける自動車道                    | 高野龍神スカイライン |                            | 1982年3月2日   |
| マンモス都市とくらし                  | 東京都               | 過密対策                   | 1982年3月9日   |

- 稲作のリポートは、穀倉地帯の東北地方・北陸地方を持ち回りで毎年数回に分けて放送された。特殊な例として、1982年度に与那国島での早生水稲栽培が放送されている。1984年度には現新潟市江南区亀田郷の水田開墾史にも触れている。1970年に本格開始された減反政策の余波や後継者不足、「機械化貧乏」などの諸問題にも毎年触れている。
- 減反政策を反映した青果・花卉栽培の工夫は、特色ある各地の現状を放送している。夏野菜の促成栽培は1970年代から取り上げられている。1984年度には電照菊の産地である渥美半島や花卉の輸送園芸を始めた沖縄県を取材している。1982年度は三浦半島および八尾市の近郊農業2例を取り上げている。
- 果樹栽培は1980年度甲府盆地のブドウ栽培、1982年度の津軽平野のリンゴ栽培、1983年度の福島盆地のナシ栽培など、著名な果樹栽培地を巡っている。
- 畜産は十勝平野や1982年度の別海町パイロットファームをはじめとする北海道の酪農が多めだが、1983年度には鹿児島県現曽於市（当時大隅町）の伝統的な肉牛生産にも触れている。
- 水産業の話題は遠洋漁業・沿岸漁業・養殖の3部構成が多く取られる。1982年度の枕崎市・根室市、1984年度の函館市など、著名な漁港の取材も多い。1982年に採択された国連海洋法条約に基づく排他的経済水域の設定期に重なり、遠洋漁業の窮地を話題にすることが多い。養殖は軌道に乗る前の試行錯誤の時代に当たり、赤潮被害や品質向上などの課題が多く放送された。
- 1980年代は産業ロボット導入が盛んになった時期に当たり、毎年のように取り上げられた。高速道路網の発達とともに工業団地が発生した時期でもあり、「工場が来た町」のタイトルで南東北・北関東を中心に毎年取材された。
- 製鉄から自動車へ基幹産業が交代する時期に当たり、製鉄業は古い工業地帯の代表例として取り上げられる北九州工業地域と抱き合わせで八幡製鐵所が取り上げられることが多い。自動車工業は各社の本拠工場を巡り、1981年度は横浜港からの輸出を兼ねて日産自動車追浜工場、1982年度は富士重工業（現SUBARU）群馬製作所、1983年度はマツダ本社工場、1984年度はトヨタ自動車本社工場を取材している。1980年度の当番組で取材されなかった本田技研工業は、後継番組「リポートにっぽん」初年度に鈴鹿工場の取材を受けている。
- 企業城下町の取材も毎年1本ペースで行われ、1982年度は日鉱佐賀関製錬所、1983年度は宇部興産伊佐セメント工場、1984-85年度は2年連続で新居浜市の住友グループ系列事業所が取材された。軽工業部門でも、1983年度には伝統を生かした地場産業の事例として鯖江市のメガネフレームや堺市の自転車生産が取り上げられている。
- 第二次石油危機直後の1980年代は、石油確保・省エネがテーマとなった。1979年にスリーマイル島原子力発電所事故が発生した直後でもあり、1980年度の原子力発電の取材は慎重なものとなった。原子力発電開発の取材は、チェルノブイリ原子力発電所事故発生の前年に番組が終了できたこともあいまって、毎年放送されていた。一方で、代替エネルギーとして石炭も注目されたが、1981年度の太平洋炭礦取材のみで終了している。
- 公害対策は1975年度の水俣病や1983年度の四日市喘息をはじめとする産業に起因する公害のみならず、1984年度の仙台市のような都市型公害にも触れることがあった。
- 伝統産業は全国各地を対象に毎年3件の放送が行われた。
- 国土単元の導入は「～川を下る」と題し、特定の水系を上流から河口まで眺めるものが続いていた。1982年度より「空から見た日本」と題し、空撮に変更された。
- 交通網単元としては、「国鉄離れ」が進む中で鉄道網の話題は少なくなり、貨物輸送は1979年度の「鮮魚列車」、旅客輸送も1984年度の「東北新幹線」が最後となった。一方で道路網の話題は毎年取り上げられ、1983年には全通を果たした中国自動車道、1984年度には開通を果たした大鳴門橋が紹介された。
- 環境保全運動は毎年1本放送された。1983年度は霞ヶ浦の水質回復、1983年度は琵琶湖のアユ再生事業、1984年度は和歌山県天神崎のナショナルトラスト運動が取材された。

## 放送時間
いずれも日本標準時、別の時間帯での再放送あり。不定期番組時代には『ぼくらの実験室』やその他の不定期番組と一週交替で放送されていた。

### 不定期番組時代
| 期間                           | 放送時間             |
| ------------------------------ | -------------------- |
| 1953年2月11日 - 1955年3月2日   | 水曜日 13:00 - 13:15 |
| 1955年4月20日 - 1956年2月15日  | 水曜日 11:35 - 11:55 |
| 1956年5月10日 - 1956年12月20日 | 木曜日 11:30 - 11:50 |
| 1957年1月22日 - 1957年7月16日  | 火曜日 13:00 - 13:23 |
| 1957年9月17日 - 1958年3月11日  | 火曜日 11:30 - 11:50 |
| 1958年4月15日 - 1959年3月3日   | 火曜日 11:35 - 11:55 |

### レギュラー番組時代
| 期間                          | 放送時間                                                |
| ----------------------------- | ------------------------------------------------------- |
| 1959年4月14日 - 1964年3月17日 | 火曜日 11:35 - 11:55 放送時間は据え置きでレギュラー化。 |
| 1964年4月6日 - 1965年3月15日  | 月曜日 11:40 - 11:59                                    |
| 1965年4月12日 - 1980年3月17日 | 月曜日 11:40 - 12:00                                    |
| 1980年4月8日 - 1982年3月16日  | 火曜日 13:50 - 14:05 移動とともに放送枠が5分縮小。      |
| 1982年4月6日 - 1985年3月12日  | 火曜日 13:30 - 13:45                                    |

## 出演者
特記の無い人物はプレゼンターとして出演。
- 関根信昭（1959年度） - 声のみの出演。
- 劇団かかし座（1959年度）
- 佐藤喜徳郎（1964年度）
- 百田昌代（1981年度）
- 端田宏三（1983年度）
- 牟田悌三（1984年度）

## テーマ曲
- テレビの旅（作曲：間宮芳生）